# Schlierbach (Lucerna)
Schlierbach es una comuna suiza del cantón de Lucerna, situada en el distrito de Sursee. Limita al norte con la comuna de Schmiedrued (AG), al este con Rickenbach, al sur con Geuensee, al suroeste con Büron, y al noroeste con Triengen.